# Pseudanophthalmus orlindae
Pseudanophthalmus orlindae är en skalbaggsart som beskrevs av Barr. Pseudanophthalmus orlindae ingår i släktet Pseudanophthalmus och familjen jordlöpare. Inga underarter finns listade i Catalogue of Life.